# Mark Galeotti
Mark Galeotti (Londen, 1965),  is een Brits historicus, politicoloog en Rusland-expert.

## Biografie
Galeotti studeerde geschiedenis aan het Robinson College van de universiteit van Cambridge waarna hij doctoreerde in de politieke wetenschappen aan de London School of Economics. Zijn proefschrift behandelde de Afghaanse Oorlog (1979-1989).
Vanaf 1991 doceerde hij internationale geschiedenis aan de Engelse Keele University en deed daar onderzoek naar de georganiseerde misdaad in Rusland en Eurazië. Tussen 2009 en 2016 was hij professor internationale politiek aan de Universiteit van New York en vervolgens van 2016 tot 2018 aan de Kareluniversiteit van Praag.

## Bestseller 60
| Boeken met noteringen in de Nederlandse Bestseller 60 | Jaar van verschijnen | Datum van binnenkomst | Hoogste positie | Aantal weken | Opmerkingen |
| ----------------------------------------------------- | -------------------- | --------------------- | --------------- | ------------ | ----------- |
| We moeten het even over Poetin hebben                 | 2019                 | 16-03-2022            | 20              | 4            |             |